# Carmina Burana (Orff)

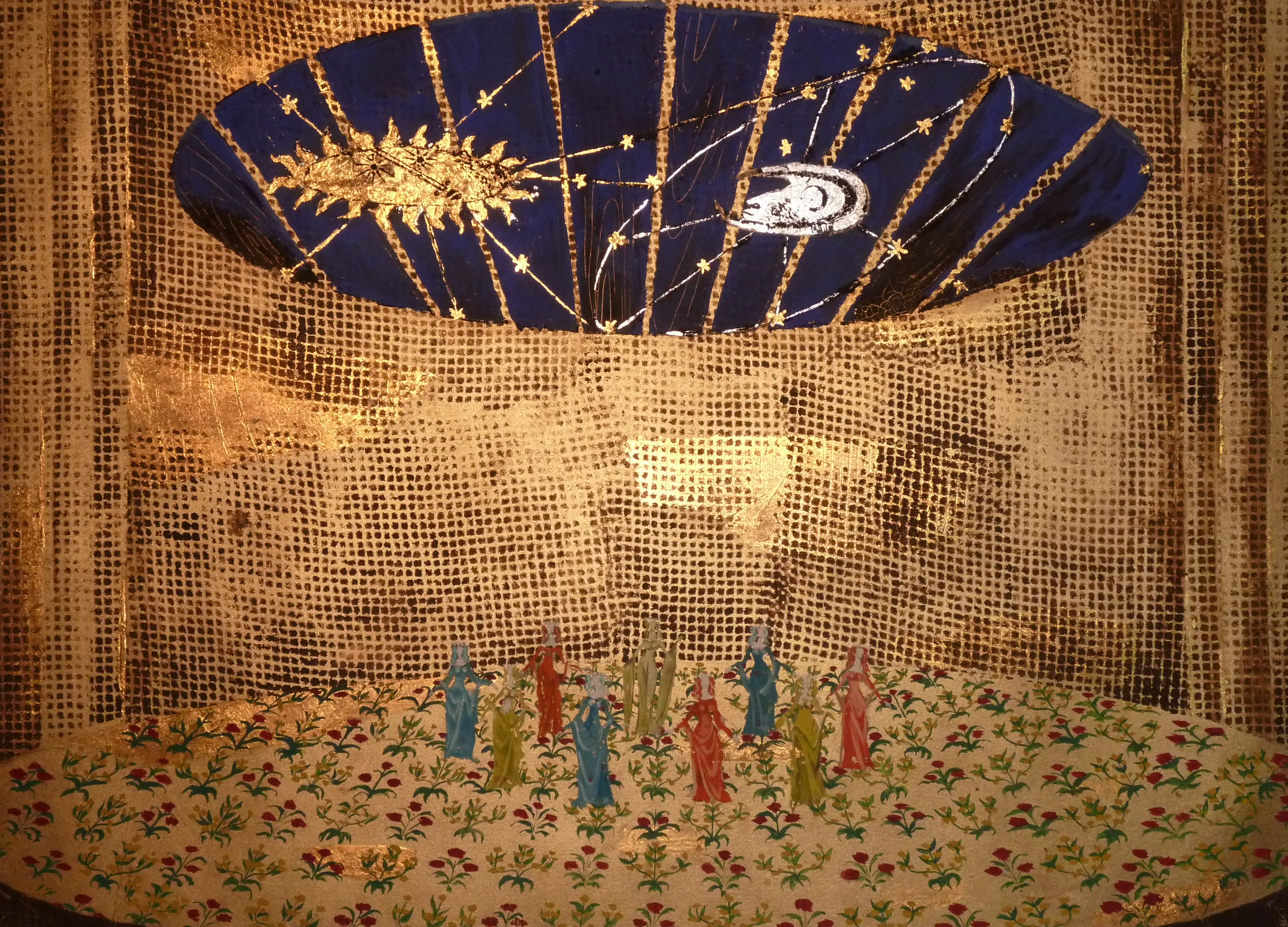
Encenação de Helmut Jürgens para uma execução da obra em Munique, em 1959

Carmina Burana é uma cantata cénica composta por Carl Orff em 1935-1936 e estreada em 8 de junho de 1937 na Alte Oper de Frankfurt, sob direção de  Bertil Wetzelsberger. O título completo, em latim, é "Carmina Burana: Cantiones profanæ, cantoribus et choris cantandæ, comitantibus instrumentis atque imaginibus magicis", que se pode traduzir como «Poemas cantados de Beuern: Cantos profanos, para cantores solistas e coros, com acompanhamento instrumental e imagens mágicas». A obra Carmina Burana constitui parte dos Trionfi, uma trilogia musical que inclui ainda as cantatas Catulli Carmina (1943) e Trionfo di Afrodite (1953). O movimento mais célebre é o coro inicial e final O Fortuna. Os 24 textos foram selecionados da coletânea de manuscritos medievais homónima, os Carmina Burana.
O libreto contém textos em latim, alto alemão médio (Mittelhochdeutsch) e provençal antigo.
A cantata é emoldurada por um símbolo da Antiguidade — a roda da fortuna, eternamente girando, trazendo alternadamente boa e má sorte. É uma parábola da vida humana exposta a constante mudança, mas não apresenta uma trama precisa. 
Orff optou por compor uma música inteiramente nova, embora no manuscrito original existissem alguns traços musicais para alguns trechos. Requer três solistas (uma soprano, um tenor e um barítono), dois coros (um dos quais de vozes brancas), mimos, bailarinos e uma grande orquestra (Orff compôs também  uma segunda versão, na qual a orquestra é substituída por dois pianos e percussão). 
A obra é estruturada em prólogo e duas partes. No prólogo há uma invocação à deusa Fortuna na qual desfilam vários personagens emblemáticos dos vários destinos individuais. Na primeira parte se celebra o encontro do Homem com a Natureza, particularmente o despertar da primavera - "Veris laeta facies" ou a alegria da primavera. Na segunda, "In taberna", preponderam os cantos goliardescos que celebram as maravilhas do vinho e do amor(“Amor volat undique”), culminando com o coro de glorificação da bela jovem ("Ave, formosissima"). No final, repete-se o coro de invocação à Fortuna ("O Fortuna, velut luna”).  

## Instrumentação

### Versão original
| Fortuna Imperatrix Mundi          | Fortuna Imperatrix Mundi | Fortuna, Imperatriz do Mundo              | Fortuna, Imperatriz do Mundo     |
| 1. O Fortuna                      | Latim                    | Ó Fortuna                                 | coro                             |
| 2. Fortune plango vulnera         | Latim                    | Choro as feridas da Fortuna               | coro                             |
| I – Primo vere                    | I – Primo vere           | Na primavera                              | Na primavera                     |
| 3. Veris leta facies              | Latim                    | A face alegre da primavera                | coro                             |
| 4. Omnia Sol temperat             | Latim                    | O Sol tudo aquece                         | barítono                         |
| 5. Ecce gratum                    | Latim                    | Eis o bem-vindo                           | coro                             |
| Uf dem anger                      | Uf dem anger             | No prado                                  | No prado                         |
| 6. Tanz                           |                          | Dança                                     | instrumental                     |
| 7. Floret silva nobilis           | Latim/alto alemão médio  | A nobre floresta floresce                 | coro                             |
| 8. Chramer, gip die varwe mir     | Alto alemão médio        | Guardião, dá-me cor                       | coros pequeno e grande           |
| 9. a) Reie                        |                          | Ronda                                     | instrumental                     |
| 9. b) Swaz hie gat umbe           | Alto alemão médio        | As que voltam                             | coro                             |
| 9. c) Chume, chum, geselle min    | Alto alemão médio        | Vem, vem, caro amor                       | coro pequeno                     |
| 9. d) Swaz hie gat umbe (reprise) | Alto alemão médio        | As que voltam                             | coro                             |
| 10. Were diu werlt alle min       | Alto alemão médio        | Se o mundo inteiro fosse meu              | coro                             |
| II – In Taberna                   | II – In Taberna          | Na taverna                                | Na taverna                       |
| 11. Estuans interius              | Latim                    | Rugido interior                           | tenor, coro masculino            |
| 12. Olim lacus colueram           | Latim                    | Habitei num lago                          | barítono                         |
| 13. Ego sum abbas Cucaniensis     | Latim                    | Sou o abade cucaniense                    | barítono, coro masculino         |
| 14. In taberna quando sumus       | Latim                    | Quando estamos na taverna                 | coro masculino                   |
| III – Cour d'amours               | III – Cour d'amours      | Corrida de amores                         | Corrida de amores                |
| 15. Amor volat undique            | Latim                    | O amor voa por todo o lado                | soprano, coro infantil           |
| 16. Dies, nox et omnia            | Latim/Francês antigo     | Le jour, la nuit et tout                  | barítono                         |
| 17. Stetit puella                 | Latim                    | Uma jovem donzela                         | soprano                          |
| 18. Circa mea pectora             | Latim/Alto alemão médio  | No meu coração                            | barítono, coro                   |
| 19. Si puer cum puellula          | Latim                    | Se um rapaz com uma rapariga              | barítono, coro masculino         |
| 20. Veni, veni, venias            | Latim                    | Vem, vem, ó vem                           | coro duplo                       |
| 21. In trutina                    | Latim                    | No hesitante equilíbrio dos meus sentidos | soprano                          |
| 22. Tempus est iocundum           | Latim                    | O tempo é feliz                           | soprano, barítono, coro infantil |
| 23. Dulcissime                    | Latim                    | Ó minha querida                           | soprano                          |
| Blanziflor et Helena              | Blanziflor et Helena     | Blanziflor e Helena                       | Blanziflor e Helena              |
| 24. Ave formosissima              | Latim                    | Eu te saúdo, ó formosíssima               | coro                             |
| Fortuna Imperatrix Mundi          | Fortuna Imperatrix Mundi | Fortuna, Imperatriz do Mundo              | Fortuna, Imperatriz do Mundo     |
| 25. O Fortuna (reprise)           | Latim                    | Ó Fortuna                                 | coro                             |

#### Vozes
- Solistas principais: soprano, tenor e barítono
  - Solistas suplementares: contratenor, barítono e 2 baixos
- Grande coro misto
- Coro menor
- Coro infantil

#### Instrumentos
- Madeiras
  - 3 flautas (das quais 2 flautins)
  - 3 oboés (dos quais um corne inglês)
  - 3 clarinetes (um em mi bemol e outro clarinete baixo)
  - 2 fagotes
  - 1 contrafagote
- Metais
  - 4 trompas
  - 3 trompetes
  - 3 trombones
  - 1 tuba
- Percussão: 
  - Tímpanos
  - glockenspiel
  - xilofone
  - castanholas
  - matraca
  - sinos
  - triângulo
  - pratos
  - tam-tam
  - carrilhão de orquestra
  - pandeireta
  - caixa
  - bumbo

- Teclas
  - 2 pianos
  - celesta
- Cordas
  - Violinos
  - Violas
  - Violoncelos
  - Contrabaixo